# 遺忘河
遺忘河，希臘神話中的河流，為冥界的五條河之一，亡者到了冥界會被要求喝下遺忘河的河水，以忘卻塵世間的事。
後來遺忘河被人格化，成為遺忘的女神麗息。